# 浅井マリサ
浅井 マリサ（あさい マリサ、2005年8月11日 - ）は日本のファッションモデル。プラチナムプロダクション所属。

## 出演

### 雑誌
- egg（大洋図書）